# Брі Беннетт
Брі Бе́ннетт (англ. Brea Bennett; нар. 7 лютого 1987 року, Меса, Аризона, США) — американська порноакторка.

## Біографія
Народилася в місті Меса, штат Аризона. У дитинстві захоплювалася музикою та записала диск пісень разом зі своїм батьком. У шкільні роки захопилася молодіжним рухом панк. Зробила кілька татуювань, пірсинг і пофарбувала волосся в синій.
Після закінчення школи працювала консультанткою в салоні краси та секретаркою в офісі. Вигравши в реаліті-шоу Jenna's American Sex Star на платному телеканалі Playboy TV, потрапила в порноіндустрію.
Заняття музикою не кинула й найближчим часом планує повністю на ній зосередитися.

### Особисте життя
Брі Беннетт була одружена, попри свою бісексуальність. Наразі розлучена.

## Нагороди
- 2007 — AVN Award — Найкраща лесбійська сцена у фільмі «Дівчата в білому» (англ. «Girls in White»)[7]
- 2008 — AVN Award — Найкраща «подразнююча» акторка в фільмі «Моя іграшка: Брі Беннетт» (англ. «My Plaything: Brea Bennett»)